# Takastenus longidentatus
Takastenus longidentatus är en stekelart som beskrevs av Tohru Uchida 1931. Takastenus longidentatus ingår i släktet Takastenus och familjen brokparasitsteklar. Inga underarter finns listade i Catalogue of Life.